# Palazzo Grossi

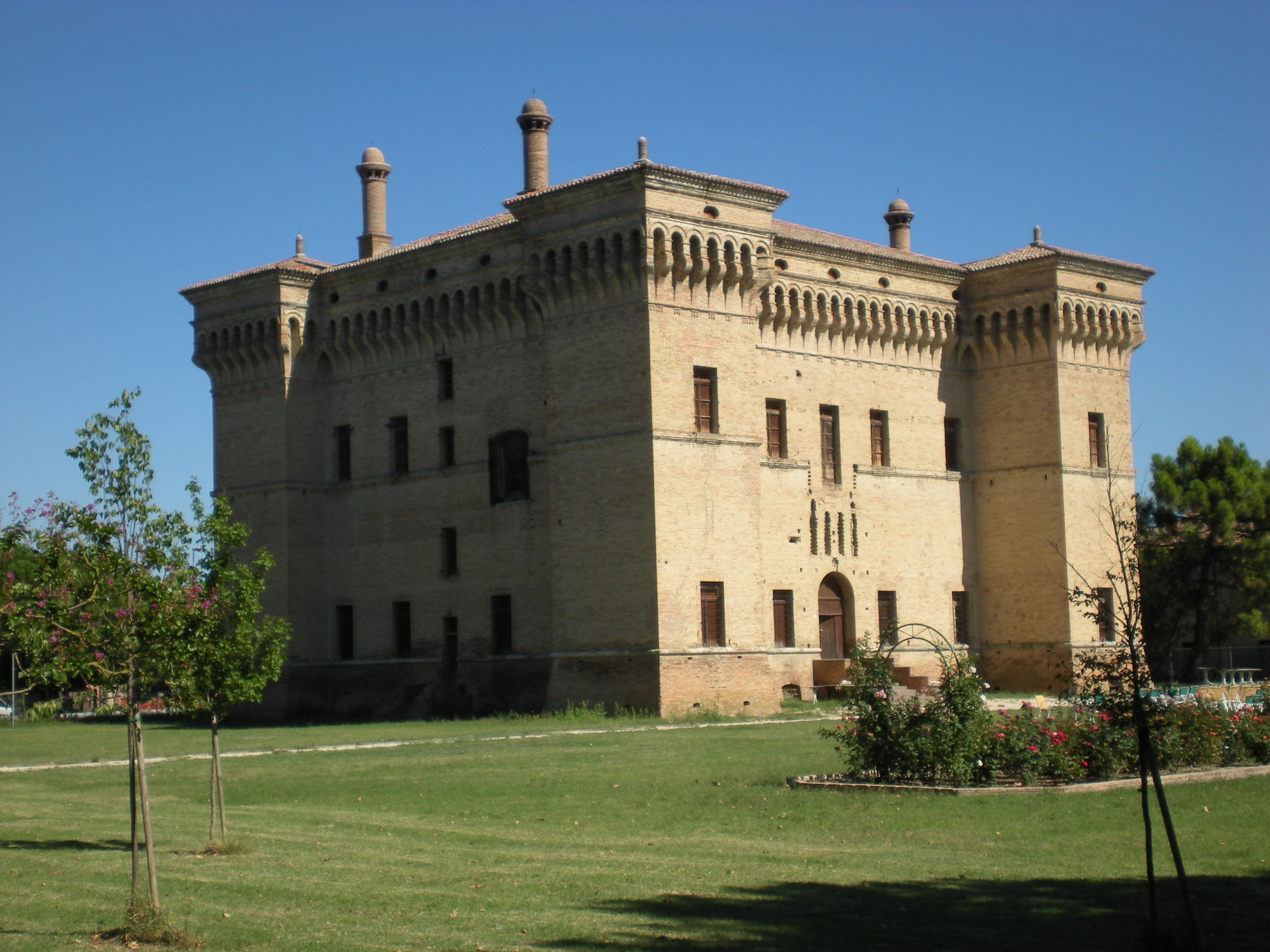
Außenansicht des Palazzo Grossi in Castiglione di Ravenna

Der Palazzo Grossi ist ein befestigter Palast aus dem 16. Jahrhundert in Castiglione di Ravenna, einem Stadtteil von Ravenna in der italienischen Region Emilia-Romagna.

## Geschichte
In einem Dokument, das der Notar Girolamo da Porto ausgefertigt hat, kann man lesen, dass mit der Fertigstellung dieses Palastes der Maestro Giovanni di Iacopo da Canobio von Pietro Grossi beauftragt wurde, einem vom Kaiser Friedrich III. ernannten Grafen und Konstabler der Miliz von Papst Julius III. Die Komplettierungsarbeiten an dem Palast dauerten von 1560 bis 1565 und es scheint, dass er im Auftrag von Battista Grossi 1461 auf den Grundmauern eines früheren, befestigten Gebäudes zusammen mit dem heutigen Stadtteil Castiglione di Ravenna und der Siedlung Savio an dieser Stelle errichtet wurde, die von den Venezianern von der Familie Da Polenta konfisziert und vom Bischof von Cervia dem Condottiere Pietro Grossi, dem Familienoberhaupt im Gebiet Ravennas, zugeeignet wurde. Nach dem Aussterben der Familie Grossi ging der Palast durch verschiedene Hände und wurde in dieser Zeit auch für andere als Wohnzwecke genutzt und umgebaut.
1830 kauften ihn die Grafen Rasponi; nach dem Tod des Grafen Cesare Rasponi Bonanzi kaufte eine landwirtschaftliche Kooperative den Palast und behielt ihn bis Anfang des 20. Jahrhunderts. Dann kam er in den Besitz der Gebrüder Sama, die dorthin ihre Tabakproduktion verlegten. Nach dem Zweiten Weltkrieg erwarb ihn erst die landwirtschaftliche Genossenschaft unter der Leitung von Castiglione di Ravenna, später die CEM (Consorzio Esercizio Macchine, dt.: Maschinenring) und schließlich 1986 die Stadt Ravenna, die ihn heute noch besitzt.

## Beschreibung
Der Palast, der vollständig aus Mauerziegeln erbaut wurde, hat einen quadratischen Grundriss mit 28,5 Metern Seitenlänge und seine Hauptfassaden sind nach Südosten und Nordwesten ausgerichtet. An den Ecken ist er mit vorspringenden Türmen mit ebenfalls quadratischem Grundriss ausgestattet. Die beiden oberen Stockwerke, die durch ein Gesims getrennt sind, sind durch vorspringenden Konsolen mit kleinen Bögen darüber gekrönt. Darüber ruht der Dachboden mit kleinen, ovalen Fensteraugen. Über den beiden Eingängen kann man noch Spuren der Gleitrillen von Bolzen zu sehen, was deutlich bezeugt, dass dort ursprünglich Zugbrücken angebracht waren und somit auch ein Burggraben das Gebäude umgeben haben muss.
Im Inneren befindet sich ein Tiefparterre mit Kellerräumen, deren Decken Korbbogengewölbe besitzen. Es folgen zwei Geschosse mit weiten Korridoren in der Mitte, die die beiden Hauptfassaden miteinander verbinden und denen entlang die Säle aufgereiht sind. Schließlich gibt es noch den Dachboden.
Eine Kuriosität findet sich auf dem Dachboden, an dem man deutlich sehen kann, dass die ursprüngliche Burg nach oben mit Zinnen abschloss. Dieser Anblick lässt vermuten, dass man, kaum dass der zinnenbewehrte Bau abgeschlossen war, beschloss, ihn so zu verändern, wie man ihn heute sehen kann.
Aus architektonischen Gesichtspunkten stellt der Palazzo Grossi ein für die Provinz Ravenna unübliches Hybrid zwischen der Harmonie der Renaissance und der Kraft und Robustheit mittelalterlicher Burgen dar. Während der quadratische Grundriss, die Ecktürme, die angeschrägten Grundmauern und die vorspringende Gebäudekrone mit Konsolen den militärischen Charakter des Palastes unterstreichen, sind die ausgeprägten Triglyphen, die Stäbe aus Mauerwerk und die kleinen, ovalen Fenster auf dem Dachboden Elemente, die das Gebäude vom Gesichtspunkt der zivilen Architektur qualifizieren.
Heute zeigt sich das Gebäude nach zahlreichen Restaurierungskampagnen, deren letzte, 1996, am Dach durchgeführt wurde, von außen in fast intaktem Erhaltungszustand, aber im Inneren verfällt es wegen der langen Zeit der Vernachlässigung und der skrupellosen Nutzung (insbesondere der Lagerung feuchter Materialien in seinem Inneren) zusehends.
Heute dient der Park, der den Palast umgibt, der Abhaltung von Theateraufführungen, Konzerten und anderen Veranstaltungen.